# Oltari
Oltari, maleno planinsko selo na sjevernom Velebitu u Ličko-senjskoj županiji. Nalazi se na nadmorskoj visini od 940 metara, na putu što spaja Sveti Juraj i Krasno. Naselje je poznato kao ishodište za pohode na sjeverni Velebit. Blizina Zavižana. U selu se nalazi planinarska kuća Oltari. 18 kilometara udaljeni su od Svetog Jurja i deset od svetišta Krasno.
Oltari su sjedište jednog od 12 mjesnih odbora grada Senja, a pripadajuća naselja su Oltari, Babić Dolac, Babić Selo, Bilopolje, Bobovište, Glavaši, Glavaški Krč, Krstače, Mali Hrastovac, Markovići, Matešić Pod, Orije, Pandore, Razbojište, Skorupov Dolac, Šarinac, Šopinica, Tomaić Draga, Tvrdi Dolac, Veliki Hrastovac, Volarice, Žuninac, Donja Smokvica, Gornja Smokvica, Žrnovnica, Duboka, Klenove Seline, Kamenica i Rača. 